# Villarejo
Villarejo tỉnh và cộng đồng tự trị La Rioja, phía bắc Tây Ban Nha. Đô thị này có diện tích là 6,38 ki-lô-mét vuông, dân số năm 2009 là 35 người với mật độ 5,49 người/km². Đô thị này có cự ly 17 km so với Logroño.